# Maurène Trégouët
Maurène Trégouët, née le 28 février 2004 à Ploërmel, est une coureuse cycliste française membre de l'équipe Arkéa-B&B Hotels. Elle pratique le cyclisme sur route, sur piste ainsi que le cyclo-cross.

## Biographie

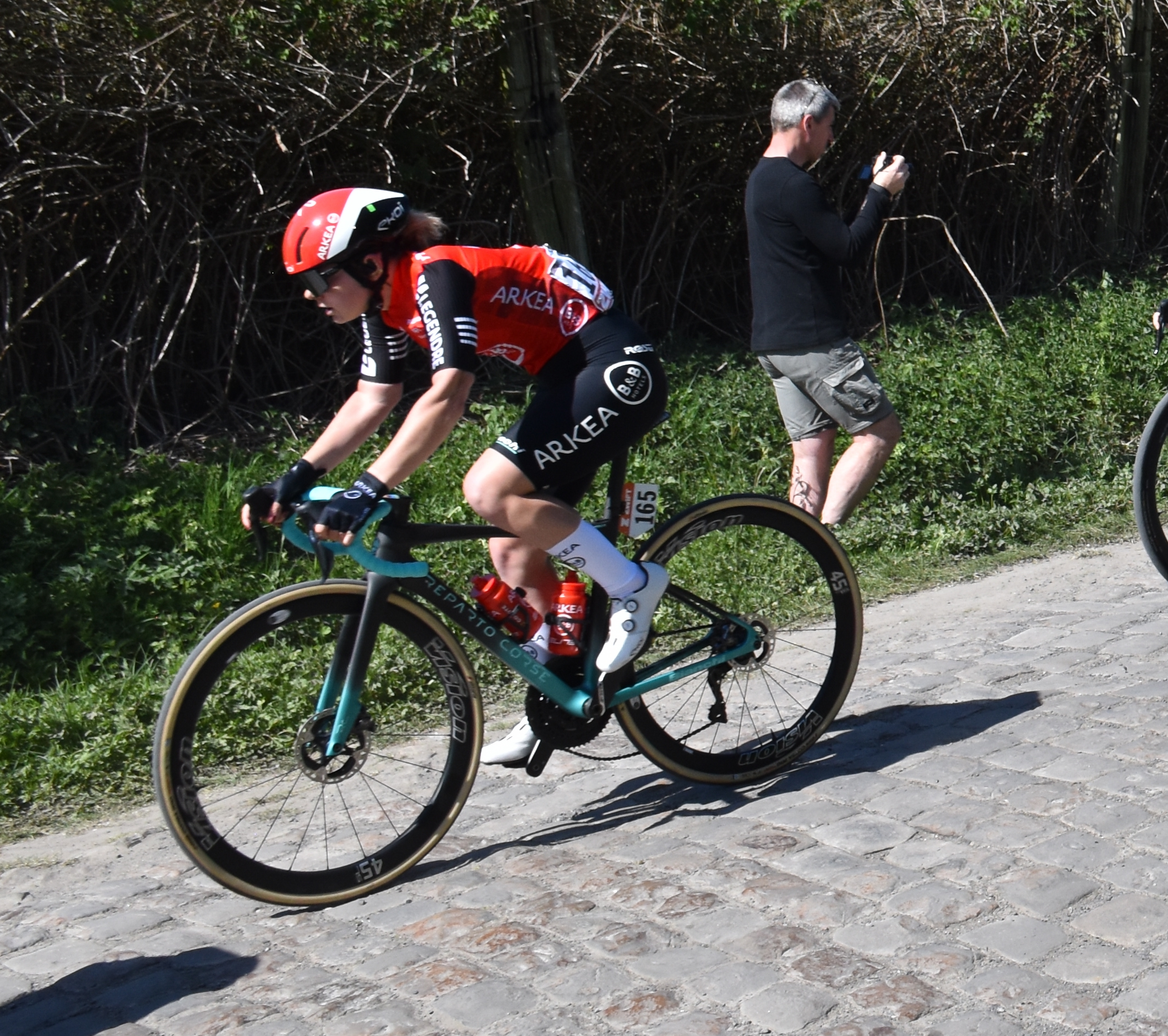
Maurène Trégouët lors de Paris-Roubaix 2025.

Maurène Trégouët naît à Ploërmel en Bretagne le 28 février 2004. Elle est originaire du Morbihan dans la commune de Lizio.

### Carrière
En 2021, elle remporte le Grand Prix de Plouay juniors et devient vice-championne de France sur route juniors. Elle termine également sur le podium de la 3e étape du Tour de Charente-Maritime. En 2022, toujours chez les juniors, Trégouët termine 3e de la Coupe de France de cyclo-cross espoirs derrière Alizée Rigaux et Manon Briand. La même année, sur route, elle est vice-championne de Bretagne de cyclisme sur route et termine sur le podium de Gand-Wevelgem juniors.
En 2023, la Française devient professionnelle dans l'équipe Arkéa-B&B Hotels. Cette année-là, elle ne réalise pas de performances notables à part un top 10 sur les Boucles guégonnaises. En interview, elle dit qu'elle a surtout pris de l'« expérience » et du « plaisir » durant cette année. L'année suivante, elle réalise de belles performances sur le Tour du Portugal où elle termine 2e de la 1re étape et se classe finalement dans le top 10 du classement général.

### Style et caractéristiques
Trégouët est qualifiée par ses entraîneurs de « sprinteuse-puncheuse ».

## Palmarès sur route

### Par année
- 2021
  - Grand Prix de Plouay juniors
  - 2e du championnat de France sur route juniors
- 2022
  - 2e du championnat de Bretagne sur route
  - 3e de Gand-Wevelgem juniors

### Résultats sur les grands tours

#### Tour de France
1 participation : 
- 2025 : 122e

#### Tour d'Espagne
1 participation
- 2025 : 109e

## Palmarès en cyclo-cross
- 2021-2022 
  - 3e de la Coupe de France de cyclo-cross espoirs

## Palmarès sur piste

### Championnats nationaux
- 2021
  - 2e de la poursuite par équipes
  - 2e de l'américaine
  - 2e de la vitesse par équipes juniors
- 2022
  -  Championne de France de la course aux points juniors
  - 2e de l'américaine
  - 2e du keirin juniors
  - 2e de la vitesse juniors
  - 2e de la vitesse par équipes juniors
  - 2e du scratch juniors
  - 3e de la poursuite par équipes
  - 3e du 500 mètres juniors
  - 3e de la poursuite juniors
- 2023
  - 3e de la poursuite par équipes